# Agrupación Ruiz-Mateos
Agrupación Ruiz-Mateos (MATEOS) var ett politiskt parti i Spanien som grundades av den spanska affärsmannen José María Ruiz Mateos. Partiet ställde upp i Europaparlamentsvalet 1989 och vann två mandat. Partiet var verksamt i fem år från sitt grundande 1989. Det upplöstes 1994.